# Crotalaria tetraptera
Crotalaria tetraptera är en ärtväxtart som beskrevs av Antonio Rocha da Torre. Crotalaria tetraptera ingår i släktet sunnhampor, och familjen ärtväxter. Inga underarter finns listade i Catalogue of Life.